# Masashi Kishimoto
Masashi Kishimoto (jap. 岸本 斉史 Kishimoto Masashi; * 8. November 1974 in der Nagi, Präfektur Okayama) ist ein japanischer Mangaka und Drehbuchautor, der vor allem durch die Manga-Serie Naruto bekannt wurde.

## Leben
In seiner Kindheit begeisterte sich Kishimoto für Fujiko Fujios Manga Doraemon und später für Akira Toriyamas Comedy-Manga Dr. Slump. Seine erste professionelle Manga-Arbeit war Karakuri, für die er 1996 den vom Manga-Magazin Shōnen Jump vergebenen Hop-Step-Preis für Amateur-Manga-Autoren gewann. Bekannt wurde er als Autor der Ninjaserie Naruto, welche in Japan von 1999 bis 2014 im Shōnen Jump zu lesen war. Durch den großen Erfolg von Naruto stand Kishimoto 2004 auf Platz 3 einer Liste der meistverdienenden japanischen Manga-Zeichner. Im Jahr 2017 wurde bekannt, dass Kishimoto an einer neuen Manga-Serie arbeitet. 2019 startete schließlich Samurai8 (サムライ8 八丸伝, Samurai8 Hachimaruden). Sie wird von Kishimoto entworfen und geschrieben und von Akira Ōkubo illustriert.
Im November 2020 wurde bekannt gegeben, dass Ukyō Kodachi nach 51 Kapiteln und 13 Bänden als Autor des Mangas Boruto: Naruto Next Generations zurücktreten würde, wobei Kishimoto diese Aufgabe übernimmt und Mikio Ikemoto ab Kapitel 52 als Illustrator weitermacht.
Sein Zwillingsbruder Seishi Kishimoto ist ebenfalls Mangaka.

## Werke

### Manga
- Karakuri (カラクリ, 1996)
- Naruto (1997, Pilotgeschichte)
- Naruto (1999–2014, 72 Bände)
- Bench! (2010)
- Naruto Gaiden (2015)
- Boruto: Naruto Next Generations (seit 2016)
- Samurai8 (2019–2020)

### Artbooks
- Naruto: Naruto Uzumaki
- Naruto Artbook
- Paint Jump: Art of Naruto
- Naruto Art

### Andere
- Naruto: Die Schriften des Rin (NARUTO秘伝・臨の書 NARUTO Hiden / Rin no Sho)
- Naruto: Die Schriften des Hyō (NARUTO秘伝・兵の書 NARUTO Hiden / Hyō no Sho)
- Naruto: Die Schriften des Tō (NARUTO秘伝・闘の書 NARUTO Hiden / Tō no Sho)
- Naruto: Die Schriften des Sha (NARUTO秘伝・者の書 NARUTO Hiden / Sha no Sho)
- Naruto: Die Schriften des Kai (NARUTO秘伝・皆の書 NARUTO Hiden / Kai no Sho)

### Romane
- 2012: Gemeinsam mit Akira Higashiyama: Die Geschichte eines unbeugsamen Ninja, Carlsen Verlag, ISBN 978-3-551-76704-2.
- 2015: Gemeinsam mit Akira Higashiyama: Kakashi Hiden: Lightning in the Icy Sky, Viz Verlag, ISBN 978-1-4215-8440-9
- 2016: Gemeinsam mit Tomohito Ōsaki: Sakura Hiden: Thoughts of Love, Riding Upon a Spring Breeze, Viz Verlag, ISBN 978-1-4215-8442-3
- 2016: Gemeinsam mit Takashi Yano: Shikamaru Hiden: A Cloud Drifting in Silent Darkness, Viz Verlag, ISBN 978-1-4215-8441-6
- 2017: Gemeinsam mit Takashi Yano: Itachi Shinden – Buch des strahlenden Lichts, Carlsen Verlag, ISBN 978-3-551-76358-7
- 2017: Gemeinsam mit Takashi Yano: Itachi Shinden – Buch der finsteren Nacht, Carsen Verlag, ISBN 978-3-551-76359-4
- 2018: Gemeinsam mit Shin Towada: Sasuke Shinden – Buch des Sonnenaufgangs, Carlsen Verlag, ISBN 978-3-551-76360-0
- 2020: Gemeinsam mit Mirei Miyamoto: Naruto: Naruto's Story: Family Day, Viz Verlag, ISBN 978-1-9747-1342-4
- 2020: Gemeinsam mit Jun Esaka: Naruto: Sasuke's Story -- Star Pupil, Viz Verlag, ISBN 978-1-9747-1332-5
- 2021: Gemeinsam mit Takashi Yano: Naruto: Shikamaru's Story -- Mourning Clouds , Viz Verlag, ISBN 978-1-9747-1349-3
- 2022: Gemeinsam mit Jun Esaka: Naruto – Kakashi Retsuden: Der sechste Hokage und der Verlierer, Carlsen Verlag, ISBN 978-3-551-72727-5
- 2022: Gemeinsam mit Jun Esaka: Naruto – Sasuke Retsuden: Herr und Frau Uchiha und der Sternenhimmel, Carlsen Verlag, ISBN 978-3-551-72728-2
- 2023: Gemeinsam mit Jun Esaka: Naruto Retsuden: Naruto und seine besten Freunde, Carlsen Verlag, ISBN 978-3-551-72729-9